# Prosthechea citrina
Prosthechea citrina (лат.) — вид многолетних травянистых растений рода Prosthechea семейства Орхидные (Lauraceae). Произрастает на юго-западе Мексики. Эта орхидея обладает сильным лимонным ароматом. Её лепестки цветков золотисто-жёлтые с различной степенью белых зубчиков на губе. Растение может быть как прямостоячим, так и свисающим, но цветки всегда свисающие.

## Описание

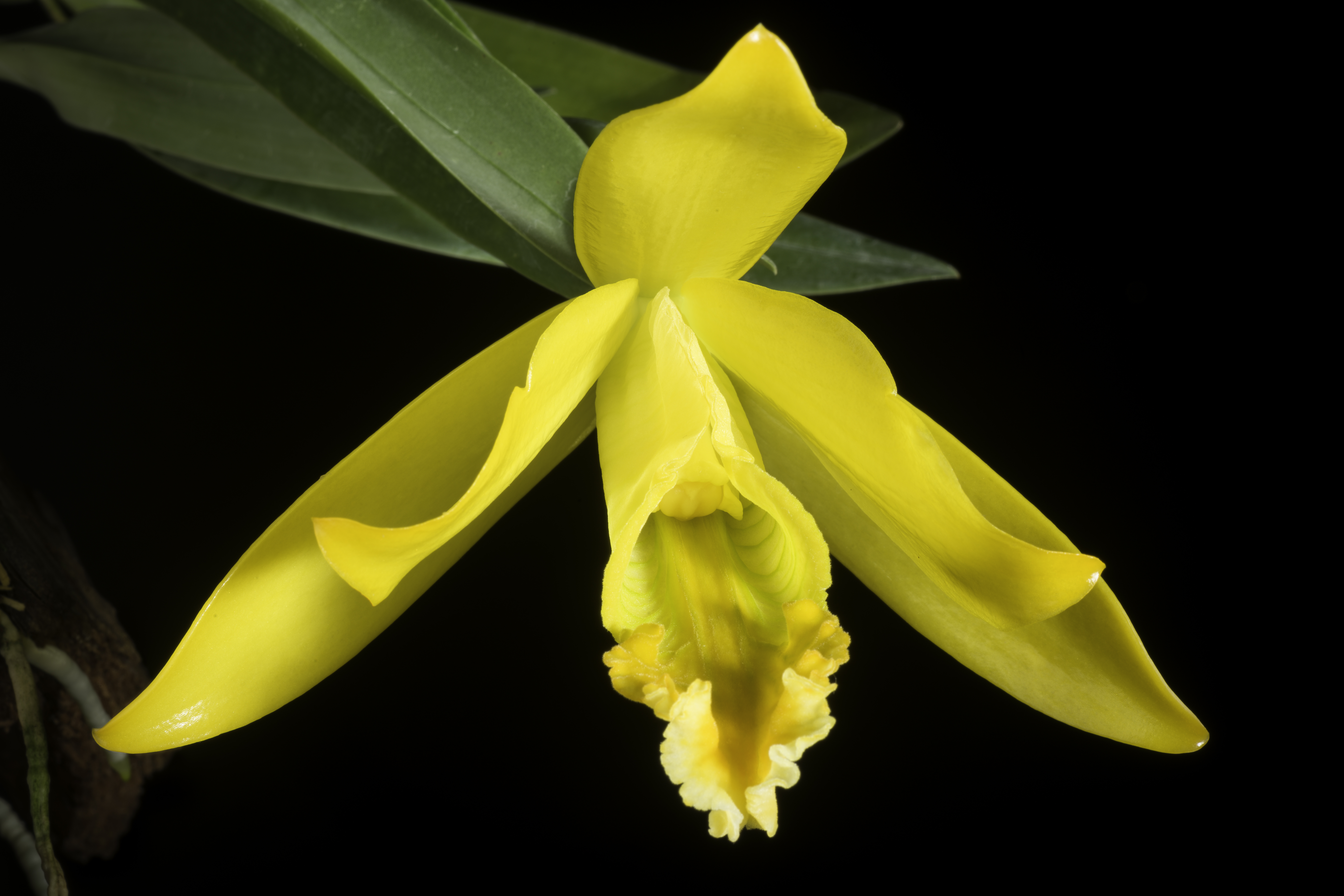
Цветок P. citrina

Prosthechea citrina — эпифитное растение с поникающими стеблями и цветками. Растение компактное, с плотно собранными псевдобульбами длиной 4-6 см и шириной 2-3 см, с устойчивой «бумажной» поверхностью. Листья серебристо-зеленоватые, по 2-4 на псевдобульбу, эллиптические, острые длиной 18-25 см, шириной 2-4 см. Листва очень заметна благодаря тонкому порошкообразному «налёту» на листьях. Растение уникально тем, что растёт, свисая вниз головой с более крупного ствола или ветви более крупного дерева, часто в довольно прохладных и сухих лесных условиях на высоте 1300—2200 м над уровнем моря.
Цветки собраны в соцветие 6-10 см в длину, один-два крупных (5-6,5 см). Цветки бледно-жёлтые, канареечно-жёлтые или почти оранжевые, с мясистыми чашелистиками и лепестками. Чашелистики эллиптические, 5-6,5 см в длину, 1,5-2 см в ширину. Лепестки похожи, но немного шире. Губа более или менее такой же длины, с более тёмными прожилками и гофрированной текстурой, объединённой с колонкой у основания. Внешняя губа несколько изменчива и может быть светлее или темнее лепестков и чашелистиков. Завязи без каких-либо острых углов или крыльев, в то время как её стручки округлые и ребристые.

## Ареал и местообитание
Орхидея P. citrina — эпифит, эндемик Мексики, произрастающий на высоте от 1300 до 2000 м над уровнем моря в сухих дубовых лесах. Встречается в мексиканских штатах Сан-Луис-Потоси, Идальго, Оахака, Пуэбла, Герреро и Мичоакан. Произрастает сосново-дубовые леса или сухие, тёплые дубовые леса. Растёт почти исключительно на дубах. Он очень устойчив к жаре и засухе, поэтому широко распространён в засушливых районах, таких как регион Миштека.

## Использование
Этот вид очень популярен как декоративный цветок во время Страстной недели и часто встречается в это время на рынках в регионах, где произрастает. Миштеки настаивают лепестки в воде для приготовления «Агуа де Глория» — ароматической воды, используемой во время процессий в Страстную субботу. К сожалению, его популярность как декоративного цветка способствует сбору в лесах каменных дубов. В некоторых регионах он уже редко встречается в диком виде, хотя его культурные экземпляры встречаются довольно часто. Для достижения оптимального роста растения рекомендуется выращивать его в блоках, чтобы поддерживать оптимальное тепло. Этот эпифит, как правило, растёт в свисающем положении.